# Station Hedensted
Station Hedensted is een station in de Deense plaats Hedensted in de gelijknamige gemeente. Hedensted werd in 1974 gesloten, maar in 2006 heropend.
Het station ligt aan de lijn Fredericia - Århus. Het wordt bediend door de regiotrein Aarhus - Esbjerg.